# Jason Brown (giocatore di football americano)
Jason W. Brown (Henderson, 5 maggio 1983) è un ex giocatore di football americano statunitense che ha militato nel ruolo di centro nella National Football League (NFL).

## Carriera universitaria
Si è formato nella North Carolina University, giocando per i Tar Heels.
Nel suo 1º anno (stagione 2001) su 13 partite ne ha giocate 13 ma solo 3 partendo come titolare, nel ruolo di offensive tackle destro.
Al 2º anno su 12 partite ne ha giocate 12 e tutte partendo come titolare nel ruolo di centro, ed ha vinto il premio per il miglior giocatore della linea offensiva.
Nel 3º anno su 12 partite ne ha giocate 12 e tutte partendo come titolare, con il ruolo di centro ed ha vinto l'outstanding lifter.
Nel 2004 su 12 partite ne ha giocate 12 partendo come titolare nel ruolo di centro, è stato uno dei capitani della squadra,  e ha vinto il premio per il miglior giocatore della linea offensiva, l'outstanding achievement, academics, athletics leadership e venendo selezionato nella migliore squadra ideale della lega ACC.

## Carriera professionistica
Stagione 2005
Preso come 124ª scelta dai Baltimore Ravens ha giocato 6 partite partendo solo una volta da titolare.
Stagione 2006
Ha giocato 16 partite partendo 12 volte da titolare.
Stagione 2007
Ha giocato 16 partite tutte da titolare.
Stagione 2008
Il 21 aprile ha rifirmato per un anno con i Ravens, ha giocato 16 partite tutte da titolare.
Stagione 2009
È passato ai St. Louis Rams dove ha giocato 16 partite tutte da titolare.